# Cristian Erbes
Cristian Damián Erbes (ur. 6 stycznia 1990 w Buenos Aires, Argentyna) – argentyński piłkarz, grający na pozycji pomocnika.

## Kariera piłkarska

### Kariera klubowa
Wychowanek klubu Boca Juniors. W 2009 rozpoczął karierę piłkarską w pierwszym składzie Boca Juniors. Latem 2016 przeszedł do Veracruzu. po roku przeniósł się do Chacarita Juniors. 23 lutego 2018 jako wolny agent zasilił skład ukraińskich Karpat Lwów. 2 stycznia 2019 przeniósł się do Club Nacional.

## Sukcesy

### Sukcesy klubowe
Boca Juniors
- mistrz Argentyny: 2011 (Apertura), 2015
- mistrz Pucharu Argentyny: 2011/12, 2014/15